# Аньсян
Анься́н (кит. упр. 安乡, пиньинь Ānxiāng) — уезд городского округа Чандэ провинции Хунань (КНР).

## История
Во времена империи Хань эти места входили в состав уезда Чжаньлин (孱陵县). В 40 году из уезда Чжаньлин был выделен уезд Цзотан (作唐县). После окончания эпохи Троецарствия и объединения китайских земель в составе империи Цзинь в 280 году был образован округ Наньпин (南平郡), власти которого разместились в уезде Цзотан.
Когда в конце эпохи Южных и Северных династий эти земли оказались в составе империи Чэнь, в 561 году юго-западная часть уезда Цзотан была выделена в уезд Аньсян. Объединив все китайские земли, империя Чэнь сменила название на Суй, и занялась административным переустройством; в частности, в 589 году уезд Цзотан был переименован в Чжаньлин. После смены империи Суй на империю Тан уезд Чжаньлин был присоединён к уезду Аньсян.
После образования КНР в 1949 году был создан Специальный район Чанфэн (常沣专区), и уезд вошёл в его состав. 29 августа 1950 года Специальный район Чанфэн был переименован в Специальный район Чандэ (常德专区). В 1970 году Специальный район Чандэ был переименован в Округ Чандэ (常德地区).
Постановлением Госсовета КНР от 23 января 1988 года округ Чандэ был преобразован в городской округ.

## Административное деление
Уезд делится на 8 посёлков и 4 волости.